# Aeroportul Ioan Paul al II-lea
Aeroportul Ioan Paul al II-lea (IATA: PDL, ICAO: LPPD) este un aeroport din Azore, Portugalia ce deservește zona Ponta Delgada. Aeroportul a fost tranzitat în decembrie 2022 de 132.263 de pasageri. A fost deschis în 1969 și numit după Papa Ioan Paul al II-lea.
Situat la o altitudine de 79 m, aeroportul dispune de 1 pistă. Este operat de ANA – Aeroportos de Portugal⁠(d).

## Infrastructură

### Piste
Aeroportul dispune de o singură pistă. Pista are orientarea 12/30.